# أحمد الهدمي
أحمد جميل عارف الهدمي (وُلد في 16 أكتوبر 1947 في شيوخ العروب – تُوفي في 16 أكتوبر 2017) سياسي ودبلوماسي فلسطيني، كان ممثلًا لمنظمة التحرير الفلسطينية لدى جزر المالديف، ولاحقًا مديرًا عامًا في وزارتي السياحة والآثار الفلسطينية والنقل والمواصلات الفلسطينية.

## حياته
وُلد الهدمي في شيوخ العروب في عام 1947 لعائلة فلسطينية. تلقى تعليمه المدرسي بين مدارس العروب وبيت أمر شمال الخليل، ودرس الشريعة في الكلية الإبراهيمية في القدس.
التحق بحركة فتح عام 1968، وتنقل معها بين الدول العربية، حيث عمل في إقليم الحركة لدى الجزائر، ولدى اليمن الجنوبي نائبًا للسفير الفلسطيني. عُين في عام 1981 ممثلًا لمنظمة التحرير الفلسطينية لدى جزر المالديف.
سمحت إسرائيل له بالعودة بعد عام 1994 نتيجة اتفاقيات أوسلو، وفي 20 نوفمبر 1995 عُين مديرًا عامًا في وزارة السياحة والآثار الفلسطينية، ثم مديرًا عامًا في وزارة النقل والمواصلات الفلسطينية واستمر حتى أُحيل إلى التقاعد في 1 أبريل 2006.

## وفاته
تُوفي في 16 أكتوبر 2017 إثر مرض عضال.